# جوي ألين (ممثلة)
جوي ألين (بالإنجليزية: Joy Allen)‏ هي ممثلة بريطانية، ولدت في 10 نوفمبر 1948 في المملكة المتحدة.

## وصلات خارجية
- جوي ألين على موقع IMDb (الإنجليزية)
- جوي ألين على موقع قاعدة بيانات الفيلم (الإنجليزية)